# Phuon Keoraksmey
 (novembre 2024).
 (janvier 2025).
Phuong Keoraksmey, née en 1990 au Cambodge, est une activiste environnementale engagée dans la lutte contre la déforestation illégale , la protection de ressources naturelles du Cambodge, ainsi que pour la promotion de l'éducation environnementale auprès des jeunes générations. Elle est reconnue pour son engagement en faveur de la préservation de l'environnement et des droits humains.

## Biographie
Née en 1990 Kampong Thom, petit village rurale de Province tout près de Phnom PENH, au Cambodge. Dès son jeune âge, elle a été sensibilisée aux problèmes environnementaux affectant son pays, notamment la perte de biodiversité, la déforestation massive et les conséquences du changement climatique.
Cette prise de conscience precoce l’a conduite à s’engager activement dans des initiatives visant à protéger l’environnement et à promouvoir une gestion durable des ressources naturelles.
Elle rejoint l’association Mother Nature en 2016, et est devenue l'une des figures clés de l'organisation, qui est connue pour ses actions directes contre la déforestation illégale et pour la défense des droits des communautés locales touchées par l'exploitation des ressources naturelles au Cambodge. Son engagement avec l'organisation a marqué un tournant dans sa carrière d'activiste environnementale, lui permettant de jouer un rôle central dans les campagnes de sensibilisation et de lutte contre la dégradation de l'environnement dans son pays.

## Militantisme et engagement
Mother Nature Cambodia se distingue par ses actions directes, incluant des manifestations, des campagnes de sensibilisation et des enquêtes sur les activités illégales liées à l’exploitation des ressources naturelles. L’association se concentre également sur la défense des droits des communautés locales, qui dépendent souvent des forêts pour leur subsistance
Phuong Keoraksmey a fondé plusieurs organisations non gouvernementales et initiatives locales pour soutenir la conservation de l'environnement. Elle a notamment rejoint Mother Nature Cambodia, une organisation non gouvernementale (qui n'est plus officiellement reconnue en tant que telle par le gouvernement cambodgien qui a dissous l'association )  regroupant des militants écologiste cambodgien qui se sont donné pour mission de « mettre fin à la destruction systématique du patrimoine naturel du Cambodge »,qui milite activement pour la protection des forêts et des écosystèmes naturels du Cambodge. L’association se concentre également sur la défense des droits des communautés locales, qui dépendent souvent des forêts pour leur subsistance.
Phuong Keoraksmey a également travaillé en collaboration avec des organisations internationales telles que Greenpeace et le Fonds mondial pour la nature (WWF), dans le but de mettre en place des politiques environnementales plus rigoureuses au Cambodge.
Elle est notamment connue pour ses efforts de sensibilisation à la déforestation illégale dans les forêts tropicales cambodgiennes, souvent menées par des entreprises d’exploitation forestière sans scrupules. En outre, Phuong Keoraksmey a été un porte-parole clé dans la défense des droits des communautés locales, qui dépendent des forêts pour leur subsistance, et dans la lutte contre les grands projets d'infrastructure qui menacent les écosystèmes naturels.
Elle a organisé des campagnes de nettoyage des plages, des actions de reboisement et des ateliers éducatifs pour les jeunes cambodgiens afin de les sensibiliser aux enjeux écologiques.

## Arrestation et Mobilisation
Phuong Keoraksmey a été arrêtée le 3 septembre 2020 pour s’être opposée à la bétonisation de Phnom Penh, dénonçant les scandales environnementaux grâce à des actions coups de poing et des vidéos chocs publiées sur les réseaux sociaux. Elle est 4 autres activistes ont été condamnés le 5 mai 2021 au Cambodge pour "incitation à commettre un crime ou à perturber l'ordre social".
Phoun Keo Reaksmey, Thon Ratha, Long Kunthea, Chea Kunthin et Alejandro Gonzalez-Davidson ont été condamnés à 18 à 20 mois de prison et condamnés à une amende de 4 millions de riels.
Les trois qui ont été arrêtés en septembre 2020 prévoyaient une promenade d'une femme jusqu'à la résidence du Premier ministre de l’époque dans le cadre d'une campagne contre la privatisation et la remise en état prévues du lac Boeung Tamok, l'un des derniers lacs restants de la capitale cambodgienne , Phnom Penh. Ils avaient annoncé qu’elle allait filmer, devant la résidence du Premier ministre, une camarade dénonçant les ravages de l’extraction de sable. Keo avait a peine commencer à filmer qu'elle est embarquée manu militari avec deux autres membres de l’équipe.
L'arrestation de Phuong Keoraksmey a attiré l'attention internationale et a soulevé des inquiétudes quant à la répression croissante des défenseurs de l’environnement dans le pays.

## Réactions et Libération
L’arrestation de Phuong Keoraksmey et de ses collègues a provoqué des réactions internationales, notamment de la part d'Amnesty International, de Human Rights Watch et de Greenpeace, qui ont dénoncé la répression de la société civile au Cambodge. Ces organisations ont appelé à leur libération immédiate et ont souligné l'importance de protéger les activistes qui travaillent pour la préservation de l'environnement.

## Impact et Poursuite de l'Activisme
Malgré ces intimidations, Phuong Keoraksmey est restée fidèle à ses convictions et a continué son combat pour la protection de l'environnement au Cambodge. Après sa libération, elle a intensifié ses efforts pour sensibiliser le public aux menaces environnementales qui pèsent sur le Cambodge, en particulier la déforestation illégale qui détruit des écosystèmes cruciaux et menace la vie des populations locales.

## Influence et Récompenses
Phuong Keoraksmey est une figure centrale de l'activisme environnemental au Cambodge, reconnue pour sa persévérance et son engagement. Son travail a été salué par plusieurs organisations internationales, et elle a reçu le prix par le Right Livelihood Award, l’équivalent d’un Nobel de l’environnement.
Elle reste aujourdhui  un modèle pour les jeunes activistes et un symbole de résistance contre les injustices environnementales et sociales.